# Пошуково-рятувальне судно «Арго-2000»
Пошуково-рятувальне судно типу «Агро-2000» — перспективне допоміжне (спеціальне) судно розроблене миколаївським державним підприємством «Дослідно-проєктний центр кораблебудування» (ДП «ДПЦК»). Призначене для проведення пошуково-рятувальних операцій.

## Тактико-технічні характеристики
Загальні кораблебудівні характеристики
- Довжина, максимальна: 83,2 м
- Ширина, максимальна: 13 м
- Осадка максимальна: 4 м
- Водотоннажність, повна: 2000 т
- Автономність 30 діб
- Екіпаж 60 осіб

Енергетична установка та швидкість
- Енергетична установка: 2 дизелі
- Максимальна швидкість: не менше 20 вуз.
- Дальність плавання не менше 4500 миль (14 вуз.)

Радіотехнічні засоби
- Система спостереження телевізійно-оптична (день/ніч)
- Навігаційна РЛС
- ГАС, ЗПЗ з аварійним ПЧ
- Інтегрований місток

Озброєння
- 1×1(6) 30-40-мм АУ
- ПЗРК
- 2×1 12,7-мм кулемети
- Багатоцільовий гелікоптер масою до 12 т

Інше обладнання
- Декомпресійна камера
- КНПА
- Додаткові медичні приміщення
- 2 пожежні монітори (2×600 м³/год)

Пасажиромісткість
- до 70 осіб, що евакуюються

Склад корабельної зброї, радіоелектронного озброєння та іншого обладнання може бути уточнений відповідно до вимог замовника.